# Jessica Folcker
Jessica Elisabeth Angelique Folcker (Täby, 9 juli 1975) is een Zweedse popzangeres die in de jaren 90 enkele hits in Europa wist te scoren.

## Levensloop
Al van kleins af aan had Folcker de intentie om later een bekende zangeres te worden. Voor haar doorbraak een feit was, verzorgde de zangeres backingvocals bij artiesten als Ace Of Base, Dr. Alban en Leila K. In 1997 werd Folcker een platencontract aangeboden en werkte ze met topproducer Max Martin (verantwoordelijk voor de successen van o.a. Britney Spears en de Backstreet Boys) en Denniz PoP aan haar debuutalbum. Dat album verscheen medio 1998 onder haar toenmalige artiestennaam Jessica. De eerste single Tell Me What You Like werd een bescheiden hit en behaalde de Top 10 in Zweden. 
Opvolger How Will I Know (Who You Are) bezorgde Folcker de definitieve doorbraak als zangeres. Naast Zweden scoorde ze ook in Nederland een top 10-hit met dit nummer. Het succes groeide ook uit naar landen als Japan, Zuid-Korea (waar haar eerste album goud behaalde), Thailand en Taiwan. In Zweden ontving Folker diverse onderscheidingen wegens haar succes. Met de release van Folcker's tweede album Dino uit 2000 werd duidelijk dat ze de Amerikaanse markt wilde veroveren. Haar artiestennaam veranderde van Jessica naar Jessica Folker. Hiervoor werd de 'c' in haar achternaam weggelaten omdat mensen in Amerika haar naam konden zien als f*cker. Een remixversie van de eerste single van het tweede album (To Be Able To Love) werd een bescheiden hit in de Amerikaanse Dance charts. Miracle, de tweede single die van Dino afkomstig was, werd in 2001 in Nederland verkozen als de titelsong van het televisieprogramma Starmaker. Ook bezocht de zangeres de kandidaten van het programma tijdens een van de afleveringen. 
De verkoop van het nieuwe album viel enigszins tegen. De derde single Crash Like A Wrecking Ball bracht daar geen verandering in. In 2002 werkte Folcker mee aan het nummer (Crack It) Something Going On van de Bomfunk MC's. Hierna maakte ze de overstap van Engels naar haar moedertaal Zweeds. In 2005 en 2006 nam ze deel aan Melodifestivalen (Zweedse voorronde van het Eurovisiesongfestival), maar behaalde twee keer de finale niet. Haar eerste album met Zweedse liedjes verscheen rond diezelfde periode onder de titel På Svenska en werd een redelijk succes in eigen land. In 2007 volgde een comeback met de release van haar derde album Skin Close, dat bij het label Cosmos Records uitkwam. De eerste single van dit album was Snowflakes. Vrijwel alle nummers van het nieuwe album hadden een 80's-pop/electro-geluid, alleen maakte Folcker hiermee geen indruk op het publiek. In de jaren die volgden verscheen er geen nieuwe muziek, maar in 2013 was er sprake van een comeback toen Folcker de singles Gone With The Wind en Who Am I en It's All About You uitbracht.
Buiten haar carrière is Folcker moeder van een zoon en een dochter.

## Discografie

### Albums
- Jessica, Sony-BMG/Jive (1998)
- Dino, Sony-BMG/Jive (2000)
- På svenska, Sony-BMG/Jive (2005)
- Skin Close, Cosmos Records (2007)

### Singles
- Tell Me What You Like (1998)
- How Will I Know Who You Are (1998)
- I Do (1999)
- Tell Me Why (1999)
- Goodbye (1999)
- Trehundra dar (2000) (Blues feat. Jessica Folcker)
- To Be Able To Love (2000)
- Lost Without Your Love (2000)
- Miracles (2001)
- Crash Like a Wrecking Ball (2001)
- (Crack It) Something Going On (2002) (Bomfunk MCs feat. Jessica Folcker)
- Du kunde ha varit med mig (2005)
- Om natten (2005)
- Vad gör jag nu (2005)
- En annan sång (2005)
- When Love's Comin' Back Again (2006)
- Snowflakes (2007)
- Gravity (2014)

#### Hits in Nederland
| Single met eventuele hitnotering(en) in de Nederlandse Top 40 | Datum van verschijnen | Datum van binnenkomst | Hoogste positie | Aantal weken | Opmerkingen         |
| ------------------------------------------------------------- | --------------------- | --------------------- | --------------- | ------------ | ------------------- |
| Tell me what you like                                         | 01-07-1998            | 12-09-1998            | tip13           |              |                     |
| How will I know (Who you are)                                 | 01-11-1998            | 16-01-1999            | 7               | 17           |                     |
| I do                                                          | 01-05-1999            | 08-05-1999            | tip2            |              |                     |
| Tell me why                                                   | 01-09-1999            | 04-12-1999            | tip19           |              |                     |
| Miracles                                                      | 18-04-2001            | 05-05-2001            | tip4            |              | titelsong Starmaker |

- Bibliothèque nationale de France: cb14177934t (data)
- Gemeinsame Normdatei: 135178622
- International Standard Name Identifier: 0000 0001 3110 701X
- MusicBrainz: da5bd072-1870-4b05-84c4-064937a35419
- Virtual International Authority File: 292764075
- WorldCat: E39PBJkXtprRCdBHdhbRXYQ6rq